# Xiazi
Xiazi (kinesiska: 虾子, 虾子镇) är en köping i Kina. Den ligger i provinsen Guizhou, i den sydvästra delen av landet, omkring 130 kilometer nordost om provinshuvudstaden Guiyang. Antalet invånare är 50000. Befolkningen består av 24 431 kvinnor och 25 569 män. Barn under 15 år utgör 23,0 %, vuxna 15-64 år 66 %, och äldre över 65 år 10,0 %.